# Cone Mountain
Cone Mountain är ett berg i Kanada.   Det ligger i provinsen Alberta, i den centrala delen av landet, 3 000 km väster om huvudstaden Ottawa. Toppen på Cone Mountain är 2 862 meter över havet, eller 324 meter över den omgivande terrängen. Bredden vid basen är 5,3 km.
Terrängen runt Cone Mountain är bergig åt nordväst, men åt sydost är den kuperad.Trakten runt Cone Mountain är nära nog obefolkad, med mindre än två invånare per kvadratkilometer.. Det finns inga samhällen i närheten. 
Trakten runt Cone Mountain består i huvudsak av gräsmarker.